# Саха једначина
Саха једначина или Саха-Лангмур једначина у физици плазме је једначина која повезује степен јонизације плазме са њеном температуром. Степен јонизације плазме је представљен као функција температуре, густине и јонизационе енергије атома. Помоћу ове једначине може се изразити однос броја различитих честица у плазми при датој температури када су познати равнотежни услови, а у систему могу да се врше честичне трансформације:
{\displaystyle {\frac {n_{\alpha +1}n_{e}}{n_{\alpha }}}=2{\Big (}{\frac {2\pi m_{e}kT}{h^{2}}}{\Big )}^{\frac {3}{2}}{\frac {Z_{\alpha +1}^{(el)}}{Z_{\alpha }^{(el)}}}e^{{\frac {ee_{\alpha +1}}{4\pi \epsilon _{0}r_{D}}}{\frac {1}{kT}}}.}
Једначина је добила назив по индијском астрофизичару Мегханду Сахи који ју је извео 1920. године користећи статистичку физику и квантну механику. Једначину је унапредио Ирвинг Лангмур 1923. године. Једна од првих примена једначине била је у спектралној класификацији звезда.

## Домен примене једначине
Саха једначина се може применити само на слабо јонизоване плазме, односно за плазме код којих су степени јонизације ниски. Код таквих система је Дебајев радијус велики и у том случају се може занемарити екранирајући Кулонов потенцијал између различитих јона или електрона. Значајно побољшање једначине се добија уз електростатичку корекцију. Квантно-механички, електростатичка корекција се тумачи као укључивање прекривања енергетских нивоа. Једна од чешће коришћених корекција је Екер-Кровова корекција.
Када је степен јонизације велики, губи се локализација система због великих интеракција и долази до откидања електрона са јона. Високо-јонизована стања нису стабилна и сваки судар их може извести из везаног стања.

## Извођење једначине
За добијање Саха једначине полази се од познавања да у термодинамичкој равнотежи функција слободне енергије F има минимум по варијацији броја честица:
{\displaystyle {\frac {\partial F}{\partial N_{\alpha }}}=0.}
Слободна енергија се може представити као збир доприноса од идеалног система и доприноса од интеракције. Fid се може представити преко статистичке суме Z у канонском ансамблу као:
{\displaystyle F_{id}=-kT\ln {Z}.}
Како се на високим температурама све симетризоване расподеле своде на Максвел-Болцманову расподелу и нормализациони фактор се на високим температурама своди на дељење са N! за сваку врсту честица, то је:
{\displaystyle Z=\Pi _{\alpha =-1}^{s}{\frac {Z_{\alpha }^{N_{\alpha }}}{N_{\alpha }!}},}
што се уз коришћење Стирлингове формуле своди на:
{\displaystyle Z=\Pi _{\alpha =-1}^{s}{\Big (}{\frac {eZ_{\alpha }}{N_{\alpha }}}{\Big )}^{N_{\alpha }}.}
Убацивањем овог израза у израз за идеални део слободне енергије и налажењем варијације по броју сваке од честица, добијамо варијацију за идеални члан. Апроксимација у првом реду варијације када се посматра само највећи члан је:
{\displaystyle \delta F_{id}=-kT\Sigma _{\alpha =-1}^{s}\ln {{\Big (}{\frac {Z_{\alpha }}{N_{\alpha }}}{\Big )}}\delta N_{\alpha }.}
док се за варијацију за интеракциони члан може користити:
{\displaystyle \delta F_{int}=-kT{\frac {1}{8\pi \epsilon _{0}r_{D}}}\Sigma _{\alpha =-1}^{s}e_{\alpha }^{2}\delta {N_{\alpha }}}
Тада је израз за укупну условну варијацију:
{\displaystyle \delta F=\delta F_{id}+\delta F_{int}=-kT\Sigma _{\alpha =-1}^{s}{\Big [}\ln {{\Big (}{\frac {Z_{\alpha }}{N_{\alpha }}}{\Big )}}+{\frac {1}{8\pi \epsilon _{0}r_{D}}}\Sigma _{\alpha }e_{\alpha }^{2}{\Big ]}\delta {N_{\alpha }}.}
Коришћењем услова да се сумира само по тешким честицама, а не и по броју електрона, као и да је њихов целокупни број одржан ({\displaystyle \Sigma _{\alpha =0}^{s}\delta N_{\alpha }=0}), те да је систем електронеутралан ({\displaystyle \Sigma _{\alpha =-1}^{s}\alpha \delta N_{\alpha }=0}), може се формирати једначина:
{\displaystyle \partial F+\mu \Sigma _{\alpha =0}^{s}\delta N_{\alpha }+\nu \Sigma _{\alpha =-1}^{s}\alpha \delta N_{\alpha }=0,}
где су μ и ν Лагранжеви множитељи. Како су све варијације условно независне, то сви коефицијенти испред варијација морају бити једнаки нули и одавде се добијају вредности за Лагранжеве множитеље. За електроне је α=-1 и одавде се добија коефицијент ν, а за атоме је α=0, те се добија μ. Уз познате Лагранжеве множитеље, можемо добити општи израз једначине за произвољни степен јонизације и одузимањем једначина за јоне степена јонизације α и α+1, добија се:
{\displaystyle kT\ln {\Big (}{\frac {Z_{\alpha }}{Z_{\alpha +1}}}{\frac {N_{\alpha +1}}{N_{\alpha }}}{\Big )}-{\frac {(2\alpha +1)e^{2}}{8\pi \epsilon _{0}r_{D}}}-kT\ln {Z_{e}}{N_{e}}=0.}
Коришћењем израза за Ze ({\displaystyle Z_{e}=2V{\Big (}{\frac {2\pi m_{e}kT}{h^{2}}}{\Big )}^{\frac {3}{2}}}) и да је Z заправо прозвод транслационог, вибрационог, ротационог и електронског дела, од чега се за два степена јонизације разликује само електронски део, те сређивањем, добија се коначан облик једначине:
{\displaystyle {\frac {n_{\alpha +1}n_{e}}{n_{\alpha }}}=2{\Big (}{\frac {2\pi m_{e}kT}{h^{2}}}{\Big )}^{\frac {3}{2}}{\frac {Z_{\alpha +1}^{(el)}}{Z_{\alpha }^{(el)}}}e^{{\frac {ee_{\alpha +1}}{4\pi \epsilon _{0}r_{D}}}{\frac {1}{kT}}}.}